# Роман Малек
Роман Малек (чеськ. Roman Málek; нар. 25 вересня 1977, Прага) — чеський хокеїст, воротар.

## Ігрова кар'єра
Роман Малек вихованець празького клубу «Богеміанс», продовжував вдосконалювати хокейну майстерність в іншій команді І. ČLTK (Прага). В юнацькому віці перейшов до ХК «Славія» (Прага), разом з ним, він виграв юнацький чемпіонат Чехії. У сезоні 1996/97 років Роман дебютує в основному складі ХК «Славія» у Чеській Екстралізі. У наступні роки він став основним воротарем пражан, у 2000 році Малек паралельно виступав в команді 1. Ліги ХК «Бероунські ведміді». У сезоні 2000/01 відбитих кидків Романом у чемпіонаті Чехії склав 93,5 відсотка, це один з найкращих результатів у лізі тому цілком логічне визнання його воротарем року в Екстралізі. У сезоні 2002/03 років в складі пражан виграє чемпіонський титул. В основному раунді чемпіонату він знову має найкращий відсоток відбитих кидків — 94,8 %. У плей-оф, покращив цей результат до 95,4 %. За це він був визнаний найціннішим гравцем плей-оф. Після сезону також був визнаний найкращим гравцем року та воротарем Екстраліги.
Сезон 2003/04 Роман розпочав у «Славії», а закінчив його в ХК «Пльзень», у півфінальній серії плей-оф вони поступились майбутнім чемпіонам ХК «Злін» 1:4. В наступному сезоні Малек змінює Чеську Екстралігу на Чемпіонат Росії та клуб «Металург» (Магнітогорськ). Там він відіграв лише 16 матчів, пропускаючи 2,06 шайб за гру та повернувся в середині сезону до Чехії в клуб «Карлові Вари». З клубом «Карлові Вари» він пропустив плей-оф незважаючи на коефіцієнт відбитих кидків у 94,2 відсотка. З 2005 по 2009 Роман знову виступає за ХК «Пльзень». У сезоні 2009/10 років, він перебуває в оренді у шведському клубі «МОДО» (Елітсерії).
З 2010 року виступав у чеському клубі ХК «Вітковіце», провів понад 160 матчів в чемпіонаті.
У 2015 завершив виступи.

## Виступи за збірну
У складі національної збірної Малек брав участь у чемпіонаті світу 2003 року. Крім того, виступав за збірну на Євротурі у 2003, 2004, 2007 та 2008 роках.

## Нагороди та досягнення
- 2001 Воротар року.
- 2001 Найкращий воротар Екстраліги.
- 2003 Чемпіон Чехії у складі ХК «Славія» (Прага).
- 2003 Найкращий воротар Екстраліги.
- 2003 Воротар року.
- 2003 Найцінніший гравець плей-оф.
- 2011 Чемпіон Чехії у складі ХК «Вітковіце».
- 2011 В команді «Усіх зірок» Кубка Шпенглера.